# Hansgeorg Meyer (Schriftsteller)
Hansgeorg Meyer (* 19. Mai 1930 in Berlin; † 26. Februar 1991 in Limbach-Oberfrohna) war ein deutscher Schriftsteller und Journalist. Mit seiner Ehefrau Helga (1929–2009), mit der er ab 1951 verheiratet war, veröffentlichte er zahlreiche Werke (hauptsächlich in der Kinder- und Jugendliteratur). Nebenbei arbeitete das Ehepaar auch im Kinderfunk und war als Herausgeber tätig.

## Leben
Hansgeorg Meyer wuchs in Berlin auf. Er wurde als Sohn eines Buchdruckers im Bezirk Bezirk Charlottenburg geboren und besuchte im Bezirk Neukölln die Volks-, Mittel- und Oberschule. Nach Relegierung vom Pädagogikstudium in West-Berlin arbeitete er beim Rundfunk und machte sein Abitur in der DDR an einer Arbeiter-und-Bauern-Fakultät in Leipzig. Danach studierte er bis 1953 Journalistik in Leipzig. Anschließend arbeitete Meyer als Redakteur für Kinderzeitungen und im Kinderfunk. Mit seiner Frau Helga, die er 1951 geheiratet hatte, zog er 1961 nach Karl-Marx-Stadt. Von da an war er freischaffend tätig, veröffentlichte zahlreiche Werke zusammen mit seiner Ehefrau und wurde 1963 als Mitglied in den Schriftstellerverband der DDR aufgenommen. Neben Kinder- und Jugendliteratur, Erzählungen, Reportagen oder Hörspielen schrieb er auch Essays, Literaturkritiken und war als Herausgeber tätig. Die 1977 veröffentlichte Anthologie Ebereschentage wird heute als „bedeutsam für eine neue Form der Auseinandersetzung mit dem Nationalsozialismus“ angesehen.
Im Laufe seines Lebens wurde Meyer vielfach geehrt und erhielt zusammen mit seiner Ehefrau 1966 und 1971 den Kinderbuchpreis des Ministeriums für Kultur der DDR. 1971 und 1984 wurde er mit dem Kunstpreis des FDGB ausgezeichnet, erhielt 1974 den nach Kurt Barthel benannten KuBa-Kulturpreis des Bezirks Karl-Marx-Stadt und für sein literatur-theoretisches Wirken auf dem Gebiet der Kinder- und Jugendliteratur im Jahr 1978 den Edwin-Hoernle-Preis. Ab 1979 war er Träger der Dr.-Theodor-Neubauer-Medaille.
Am 26. Februar 1991 starb Meyer 60-jährig in Limbach-Oberfrohna. Seine Ehefrau überlebte ihn um 18 Jahre und starb am 18. September 2009 in Chemnitz. Der Nachlass des Ehepaares findet sich heute unter anderem im Stadtarchiv Chemnitz.

## Werke (Auswahl)
- 1954: Die Wiederholung als Methode systematischer Pressearbeit (mit Eva Birnbaum)
- 1958: Anekdoten aus Vergangenheit und Gegenwart Für den Geschichtsunterricht ausgewählt und gestaltet
- 1962: Pionierleben im Kinderbuch. Gedanken zur deutschen Kinderliteratur der Gegenwart (Vortrag)
- 1962: Jettchen und die Verschwörer (Kinderbuch; mit Helga Meyer)
- 1966: Der Sperling mit dem Fußball (Kinderbuch; mit Helga Meyer)
- 1967: Sachliteratur für Kinder vom 5. Schuljahr an
- 1971: Keine Blumen für die Helden (Kinderbuch; mit Helga Meyer; 2. Auflage, 1973; 3. Auflage, 1975; 4. Auflage, 1976 (alle Kinderbuchverlag Berlin); 1. Auflage, 1976 (Verlag Tribüne))
- 1972: MZ-Geschichten (Kinderbuch; mit Helga Meyer; 2. Auflage, 1974; 3. Auflage, 1977; 4. Auflage, 1981; 5. Auflage, 1982; 6. Auflage, 1984; 7. Auflage, 1987; finnische Auflage, 1991)
- 1973: Straßen, Plätze, große Namen (Kinderbuch; mit Helga Meyer; 2. Auflage, 1976; 3. Auflage, 1977; 4. Auflage, 1980; 5. Auflage, 1983; 6. Auflage, 1986)
- 1973: Kartoffelpuffer. Geschichten von gestern, heute und morgen (Kinderbuch; mit Helga Meyer; 2. Auflage, 197?; 3. Auflage, 197?; 4. Auflage, 1977)
- 1976: Bücher, Leser, Bibliotheken (Kinderbuch; 2. Auflage, 1978; 3. Auflage, 1979; 4. Auflage, 1985; 5. überarbeitete Auflage, 1987; 6. überarbeitete Auflage, 1988)
- 1977: Vom Bärchen und der schönen Angara (Kinderbuch; mit Helga Meyer)
- 1978: Der Kaisermörder vom Bodensee. Ermittlungen in der Angelegenheit des einstigen Roten Feldpostmannes Hans Belli, der im März 1888 spurlos verschwand… (Kinderbuch; 2. Auflage, 1979; 3. Auflage, 1980; 4. Auflage, 1981; 5. Auflage, 1982; Neuveröffentlichung unter dem Titel Die Zeitungsschmuggler, 1981)
- 1979: Was kostet die Sonne? Geschichten aus unserem Land
- 1984: Fritz Heckert (Biografie; mit Helga Meyer; 2. erweiterte Auflage, 1988)
- 1988: Prinz Lieschens Berge. Ein Lesebuch über Erzgebirge und Vogtland (Kinderbuch; mit Helga Meyer; 2. Auflage, 1990; überarbeitete Neuauflage, 1994; aktualisierte Fassung mit dem Titel Berggeschrei im Weihnachtsland. Ein Erzgebirgsbuch für Kinder, 2003)
- 1988: Forscher, Streiter, Wegbereiter (Kinderbuch; mit Helga Meyer)
- 1992: Das schwebende Fräulein (Kinderbuch; mit Hansgeorg Meyer)

als Herausgeber (Auswahl)
- 1969: P. Frank. Die  Indianerschlacht am Little Big Horn (Bearbeitung) (1. Taschenbuchauflage, 1985; 2. Taschenbuchauflage, 1986)
- 1974: Merkwürdige Umstände eines Autodiebstahls. Elf Geschichten über elf Forscher und Erfinder (Taschenbuchauflage, 1978)
- 1975: Die deutsche proletarisch-revolutionäre Kinder- und Jugendliteratur zwischen 1918 und 1933
- 1977: Ebereschentage. Zehn Erzählungen vom gewöhnlichen Faschismus
- 1980: E. Hoernle, Oculi. Eine Auswahl (mit Nachwort herausgegeben)
- 1981: Lied der Zeitungsjungen. Gedichte und Lieder der Arbeiterkinder (mit Manfred Altner)

## Hörspiele (Auswahl)
- 1968: Neumann, zweimal klingeln: Nun könntest Du auch was tun – Regie: Joachim Gürtner (Original-Hörspiel, Kurzhörspiel – Rundfunk der DDR)
- 1968: Neumann, zweimal klingeln: Bolze-Wilhelm mustert ab – Regie: Joachim Gürtner (Originalhörspiel – Rundfunk der DDR)
- 1968: Neumann, zweimal klingeln: Die ökonomischen Hebel – Regie: Joachim Gürtner (Originalhörspiel – Rundfunk der DDR)
- 1968: Neumann, zweimal klingeln: Blinde Reise – Regie: Joachim Gürtner (Originalhörspiel, Kurzhörspiel – Rundfunk der DDR)
- 1970: Neumann, zweimal klingeln: Pädagogik und Leserbriefe – Regie: Joachim Gürtner (Originalhörspiel, Kurzhörspiel – Rundfunk der DDR)
- 1970: Neumann, zweimal klingeln: Nimm Dir ein Beispiel an Schnecke – Regie: Joachim Gürtner (Originalhörspiel, Kurzhörspiel – Rundfunk der DDR)
- 1970: Neumann, zweimal klingeln: Wenn die Kinder Flügge sind – Regie: Joachim Gürtner (Originalhörspiel, Kurzhörspiel – Rundfunk der DDR)
- 1970: Neumann, zweimal klingeln: Familienperspektive – Regie: Joachim Gürtner (Originalhörspiel, Kurzhörspiel – Rundfunk der DDR)
- 1971: Neumann, zweimal klingeln: Bildungsschulden – Regie: Joachim Gürtner (Originalhörspiel, Kurzhörspiel – Rundfunk der DDR)
- 1971: Neumann, zweimal klingeln: Ziel: Rabenklippen – Regie: Joachim Gürtner (Originalhörspiel, Kurzhörspiel – Rundfunk der DDR)
- 1971: Neumann, zweimal klingeln: Geteilter Kummer – Regie: Joachim Gürtner (Originalhörspiel, Kurzhörspiel – Rundfunk der DDR)
- 1971: Neumann, zweimal klingeln: Briefe und Hiebe – Regie: Joachim Gürtner (Originalhörspiel – Rundfunk der DDR)
- 1972: Neumann, zweimal klingeln: Singe, weme Gesang gegeben – Regie: Joachim Gürtner (Originalhörspiel – Rundfunk der DDR)
- 1972: Neumann, zweimal klingeln: Zwischenstation – Regie: Joachim Gürtner (Originalhörspiel – Rundfunk der DDR)
- 1972: Neumann, zweimal klingeln: Wiedersehen mit Wsjowa – Regie: Joachim Gürtner (Originalhörspiel – Rundfunk der DDR)

Quelle: ARD-Hörspieldatenbank